# Montealtosuchus
 Montealtosuchus  („Krokodil von Monte Alto“) ist eine Gattung der Peirosauridae – eine Gruppe ausgestorbener, landlebender Krokodilverwandter – aus der Oberkreide von Brasilien. Die Peirosauridae waren mittelgroße Prädatoren (Räuber) und opportunistische Aasfresser.
Die Gattung Montealtosuchus und ihre Typusart M. arrudacamposi ist lediglich von einem Fund aus dem fossilreichen Bauru-Becken bekannt. Dieser wurde 2007 von Carvalho, Vasconcellos und Tavares wissenschaftlich beschrieben. Die rötlichen Gesteine des Fundortes in der Adamantina-Formation am Rande von Monte Alto im brasilianischen Bundesstaat São Paulo stammen aus der Zeit vom Turonium bis zum Santonium (vor 93,5 bis 83,5 Mio. Jahren). Der Fund ist verhältnismäßig vollständig und zudem artikuliert (im anatomischen Verbund) erhalten und besteht aus einem Schädel mit Unterkiefer sowie Material von Körperskelett (Postcranium) und exoskelettalem Knochenpanzer. Daher liefert er wichtige Erkenntnisse über die allgemeine Anatomie der Peirosauriden.
Untersuchungen deuten darauf hin, dass die Peirosauriden auf die Oberkreide von Südamerika beschränkt blieben infolge der paläogeographischen Isolation des Erdteils während dieser Zeit. Zudem erweitert der Fund von Montealtosuchus in der Adamantina-Formation das Wissen über die zeitliche Reichweite der Mesoeucrocodylia (zu denen die Peirosauridae gehören) in Brasilien.